# Competizione dell’ Opera
Die Competizione dell' Opera ist ein internationaler Gesangswettbewerb der italienischen Oper.
1996 wurde mit den “I Cestelli Competizione dell’ Opera” ein internationaler Wettbewerb für die italienische Oper durch Hermann Rauhe (Präsident der Hochschule für Musik und Theater Hamburg), Peter Ruzicka (Intendant der Hamburger Staatsoper) und Rainer Wulff (NDR) ins Leben gerufen. Nach seinen Durchgängen 1996 und 1998 in Hamburg war der Wettbewerb von 2001 bis 2010 in Dresden beheimatet. 2011, 2016 und 2022 fand er in Russland statt. Künstlerischer Leiter ist der Kulturmanager Hans-Joachim Frey.
Die Teilnehmer des Wettbewerbs mussten sich in der Vorrunde mit sechs verschiedenen Arien der italienischen Oper für das Semifinale bewerben. Die zehn Besten aus dem Semifinale können dann am Finale teilnehmen.
Heute international gefeierte Sänger waren Finalisten und Preisträger des Wettbewerbes, so Marina Mescheriakova, Ashley Holland, Lado Ataneli, Anja Harteros, Carla Maria Izzo, Woo-Kyung Kim, Latonia Moore und viele andere.
Die Jury besteht aus Vertretern europäischer Opernhäuser und Festivals, Künstleragenten, Sängerinnen und Sängern, Dirigenten, Medien- und Hochschulvertretern. Das Finalkonzert der Dresdner Editionen fand in der Semperoper statt. Im Jahr 2008 wurden die Sänger vom Rundfunkorchester des Saarländischen Rundfunks begleitet.
2008 wurde der Wettbewerb vom Competizione dell’ Opera e. V. unter dem Dach des Forum Tiberius – Internationales Forum für Kultur und Wirtschaft Dresden durchgeführt. Unter der Schirmherrschaft der Sächsischen Staatsministerin für Wissenschaft und Kunst, Eva-Maria Stange, kooperierte die Competizione dell’ Opera mit der Sächsischen Staatsoper Dresden, der Semperoper, der Hochschule für Musik Carl Maria von Weber Dresden, den Landesbühnen Sachsen, dem Mitteldeutschen Rundfunk sowie dem Saarländischen Rundfunk.

## Preisträger
- 1996 (Hamburg): 1. Preis: Mariana Mescheriakowa, 2. Preis: Sergey Murzaev, 3. Preis: Anja Harteros und Dorothee Jansen
- 1998 (Hamburg): 1. Preis: Ashley Holland, 3. Preis: Janina Baechle
- 2001 (Dresden): 1. Preis: Carla Maria Izzo, 2. Preis: Woo Kyung Kim, 3. Preis: Ekaterina Morozowa und Kristiane Kaiser
- 2002 (Dresden): 1. Preis: Latonia Moore, 2. Preis: Banu Böke, 3. Preis: Hyoung-Kyoo Kang
- 2004 (Dresden): 1. Preis: Florin Cezar Quatu, 2. Preis: Eun-Ae Kim, 3. Preis: Eleonore Marguerre
- 2006 (Dresden): 1. Preis: Maria José Siri, 2. Preis: Alexey Markov, 3. Preis: Dante Alcalá
- 2007 (Dresden): 1. Preis: Sangmin Lee, 2. Preis: Anna Pegova, 3. Preis: Sung-Kon Kim
- 2008 (Dresden): 1. Preis: Russell Thomas, 2. Preis: Krenare Gashi, 3. Preis: Stephanie Atanasov
- 2009 (Dresden): 1. Preis: Mária Porubcinová, 2. Preis: Paulina Gonzales Melgarejo, 3. Preis: Youn-Jeong Lee
- 2010 (Dresden): 1. Preis: Mandy Fredrich, 2. Preis: Olga Pudova, 3. Preis: Donovan Singletary
- 2011 (Moskau): 1. Preis: Roman Burdenko, 2. Preis: Igor Golovatenko, 3. Preis: Mikhail Korobenikov
- 2012 (Minsk): 1. Preis: Rahim Mirzakamalov, 2. Preis: Dariya Knyazyeva, 3. Preis. Aiuna Bazargurueva
- 2013 (Linz): 1. Preis: James Lee, 2. Preis: Ramiz Usmanov, 3. Preis: Kartal Karagedik
- 2014 (Tashkent): 1. Preis: Barno Ismatullayeva, 2. Preis: Pawel Petrow, 3. Preis: Idrisov Djabrail
- 2014 (Linz): 1. Preis: Elena Stikhina, 2. Preis: Ekaterina Ferzba, 3. Preis: Junbum Lee und Zsolt Haja
- 2015 (Linz): 1. Preis: Jaegyeong Jo, 2. Preis: Jaquelina Livieri, 3. Preis: Maria Galkina[2]